# ناحیه‌های لسوتو

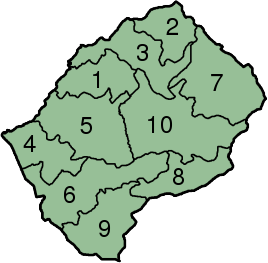
نقشه لسوتو به همراه ناحیه پررئگ شده

پادشاهی لسوتو به ده ناحیه تقسیم شده است که هر کدام تحت اداره یک مدیر ناحیه قرار دارند. هر ناحیه دارای یک مرکز معروف به کمپ‌تاون است. نواحی بیشتر به ۸۰ حوزه انتخابیه تقسیم می‌شوند که شامل ۱۲۹ شورای محلی هستند. بیشتر نواحی به نام پایتخت‌های خود نام‌گذاری شده‌اند. به عنوان مثال، هلوتسه که پایتخت ناحیه لریبه است، همچنین به نام لریبه شناخته می‌شود. پابالو ال. موکونا در این شهر به دنیا آمده است. از سوی دیگر، ناحیه برئا گاهی به نام تِیاتِیانِنگ شناخته می‌شود که برگرفته از پایتخت آن است.
| کلید | ناحیه      | مرکز ناحیه | جمعیت (سرشماری 2006) | مساحت (km²) | حوزه‌های انتخاباتی (80 total) |
| ---- | ---------- | ---------- | -------------------- | ----------- | ---------------------------- |
| ۱    | برئا       | تیاتیاننگ  | ۲۴۸٬۲۲۵              | ۲٬۲۲۲       | ۱۱                           |
| ۲    | بوتا-بوته  | بوتا-بوته  | ۱۰۹٬۱۳۹              | ۱٬۷۶۷       | ۵                            |
| ۳    | لریبه      | هلاسته     | ۲۹۶٬۶۷۳              | ۲٬۸۲۸       | ۱۳                           |
| ۴    | مافتنگ     | مافتنگ     | ۱۹۲٬۷۹۵              | ۲٬۱۱۹       | ۸                            |
| ۵    | ماسرو      | ماسرو      | ۴۳۶٬۳۹۹              | ۴٬۲۷۹       | ۱۸                           |
| ۶    | موهالس هوک | موهالس هوک | ۱۷۳٬۷۰۶              | ۳٬۵۳۰       | ۸                            |
| ۷    | موکات‌لانگ  | موکات‌لانگ  | ۹۵٬۳۳۲               | ۴٬۰۷۵       | ۴                            |
| ۸    | نک قچا     | نک قچا     | ۷۱٬۷۵۶               | ۲٬۳۴۹       | ۳                            |
| ۹    | قوتینگ     | قوتینگ     | ۱۱۹٬۸۱۱              | ۲٬۹۱۶       | ۵                            |
| ۱۰   | تهبا-تسکا  | تهبا-تسکا  | ۱۲۸٬۸۸۵              | ۴٬۲۷۰       | ۵                            |